# Rhyacotriton olympicus
Rhyacotriton olympicus (tên tiếng Anh: Olympic Torrent Salamander) là một loài kỳ giông trong họ Rhyacotritonidae. Đây là một loài kỳ giông nhỏ (tổng chiều dài khoảng 10 cm) sống trong các dòng suối núi trong và lạnh.
Nó là loài đặc hữu của Tây Bắc Thái Bình Dương, có ở dãy núi Olympic Mountains ở Washington.
Các môi trường sống tự nhiên của chúng là các khu rừng ôn hòa, sông, và suối nước ngọt.
Nó bị đe dọa do mất môi trường sống.